# کارلوس آلبرتو دوس سانتوس کروز
کارلوس آلبرتو دوس سانتوس کروز (انگلیسی: Carlos Alberto dos Santos Cruz؛ زادهٔ ۱ ژوئن ۱۹۵۲) سیاست‌مدار اهل برزیل است.